# A kisebbségi magyarság színházainak listája

## Romániai magyar színházak
- Aradi Kamaraszínház
- Ariel Ifjúsági és Gyermekszínház
- Csíki Játékszín, Csíkszereda
- Figura Stúdió Színház, Gyergyószentmiklós
- Kézdivásárhelyi Magyar Színház
- Kolozsvári Állami Magyar Színház
- M Studio, Sepsiszentgyörgy (mozgásszínház)
- Marosvásárhelyi Nemzeti Színház, Tompa Miklós Társulat
- Nagyváradi Szigligeti Színház
- Osonó Színházműhely, Sepsiszentgyörgy
- Partium Színpad, Nagyvárad
- Puck Bábszínház, Kolozsvár
- Stúdió Színház, Marosvásárhely (a Marosvásárhelyi Művészeti Egyetem színháza)
- Szatmárnémeti Északi Színház, Harag György Társulat
- Tamási Áron Színház, Sepsiszentgyörgy
- Tomcsa Sándor Színház, Székelyudvarhely
- Csiky Gergely Állami Magyar Színház, Temesvár
- Yorick Stúdió, Marosvásárhely
- Váróterem Projekt, Kolozsvár

## Szlovákiai magyar színházak
- Kassai Thália Színház /Divadlo Thalia Košice
- Komáromi Jókai Színház / Jókaiho Divadlo v Komárne
- Magyar Területi Színház

## Vajdasági magyar színházak
- Újvidéki Színház / Novosadsko Pozorište
- Népszínház (Szabadka) / Narodno Pozorište Subotica
- Tanyaszínház (Kavilló)/Salaško Pozorište
- Magyarkanizsai Udvari Kamaraszínház / Dvorsko Pozorište Kanjiža
- Kosztolányi Színház, Szabadka
- Szabadkai Gyermekszínház / Dečje Pozorište Subotica

## Egyéb magyar színházak a világon
- Kárpátaljai Megyei Magyar Drámai Színház Beregszász, Ukrajna
- Párizsi Magyar Intézet Színházi Műhelye
- Torontói Magyar Színház